# Геллат, Карл Петрович
Карл Петрович Геллат также известен как Карп (Karl Hellat, 19 мая 1862, д. Койги, приход Ару (Aru), волость Койги, Ярвамаа — 10 апреля 1935, Хаапсалу, Ляэнемаа) — эстонский общественный и российский политический деятель, депутат Государственной думы I созыва от Эстляндской губернии.

## Биография
Карл Геллат родился в семье крестьянина-арендатора Питера Геллата (Peeter Hellat, 1810—1901), ставшего позднее владельцем фермы Сави (Savi) в волости Сангасте и его жены Анны урождённой Прююс (эст. Prüüs, 1815—1901). Ранее в церковных книгах фамилия семьи писалась как Hällat. Карл был младшим из 9 детей, доживших до совершеннолетия.
В 1875—1877 годах Геллат посещал начальную школу в Тарту, в 1877—1879 годах — уездное училище, в 1880—1884 годах — Петербургское лютеранское училище Св. Анны (Анненшуле), и тогда же поступил в Императорский Санкт-Петербургский университет. Во время обучения Карл Геллат активно участвовал в эстонском студенческом движении. В Санкт-Петербурге была официально зарегистрирована ассоциация помощи эстонским студентам, закрытая в 1909 году. В 1889 году Геллат окончил юридический факультет Санкт-Петербургского университета со званием кандидата прав.
Назначен кандидатом на судебную должность к старшему председателю Санкт-Петербургской судебной палаты. После окончания университета он работал судьёй в Хаапсалу и председателем Гапсальского (Хаапсальского) верхнекрестьянского суда. Пользовался популярностью среди эстонского населения, занимался общественной деятельностью (учреждал благотворительные и другие общества). В частности Карл Геллат принял участие в организации национального движения общества трезвости Kungla.
Попытки Геллата поднять эстонское национальное самосознание плохо согласовывались с политикой русификации. Благодаря настойчивости губернатора Геллат был исключен из общества Kungla, а в 1899 году он был вынужден покинуть Эстонию. Он был назначен городским судьей города Устюжны Новгородской губернии. В 1905 г. К. П. Геллат являлся казначеем ЦК Союза автономистов-федералистов в Петербурге, председателем же Союза был профессор В. И. Вернадский, товарищами председателя — А. М. Колюбакин и Л. И. Петражицкий, секретарями — князь В. Л. Геловани и Ю. И. Рубинштейн.
14 апреля 1906 года избран в Государственную думу I созыва от общего состава выборщиков Эстляндского губернского избирательного собрания. Входил в Конституционно-демократическую фракцию, примыкал к автономистам (Эстонская группа). Член комиссии по исследованию незакономерных действий должностных лиц и аграрной комиссии. 30 мая на 18 заседании Думы Геллат поддержал проект кадетов по аграрному вопросу (Проект 42-х).
10 июля 1906 года в г. Выборге подписал «Выборгское воззвание» и осуждён по ст. 129, ч. 1, п. п. 51 и 3 Уголовного Уложения, приговорен к 3 месяцам тюрьмы и лишён права быть избранным.
После освобождения из тюрьмы Геллат, являясь помощником адвоката, а затем адвокатом. Стал присяжным поверенным с 18 января 1907 года. На 31 января 1914 г. значится адвокатом в Виндаве, в это время его помощником был А.-В. Б. Рабинович. Совмещал адвокатскую практику с работой в юридическом отделе Русского торгово-промышленного банка в Санкт-Петербурге (1906—1912), а позднее стал начальником юридического отдела того же банка в Виндаве (1912—1914).
Во время Первой мировой войны работал в течение 1915—1919 гг. на Украине, в 1919—1921 годы был в Одессе. 8 октября 1921 года Одесская ЧК приговорила Карла Петровича Геллата к расстрелу. Некоторые украинские источники (в частности, Одесский академический центр) свидетельствуют о смерти К. П. Геллата в 1921 году и даже его посмертной реабилитации. Однако в действительности Геллат остался жив, в конце 1921 года эстонское правительство обменяло его на арестованных в Эстонии коммунистов.
В 1922—1926 гг. Геллат был постоянным членом Таллинско-Хаапсальского мирового суда второй степени. В 1926—1929 годах он был генеральным директором Эстонского земельного банка. В 1929 году вышел в отставку. Геллат провёл свои последние годы в Хаапсалу, где 10 апреля 1935 г. скончался в возрасте 72 лет.

## Семья
- Сестра — Мария в замужестве Триис (1834—1862).
- Брат — Кристиан (1838—1910), краснодеревщик и предприниматель в Санкт-Петербурге и Таллине.
- Брат — Яков (1840—1899), женат на Марии урождённой Саул (1841—1915), купец из Тарту.
  - Племянник — Петр Хеллат (1868—1899),
  - Племянник — Георг Хеллат[эст.] (1870—1943), известный эстонский архитектор,
  - Племянник — Герман Хеллат (1872—1953),
  - Племянник — Александр Хеллат (1881—1943), дипломат, бывший министр внутренних дел (1919—1920) и министр иностранных дел (1922—1923, 1927) Эстонии, погиб в советском лагере.
    - Внучатый племянник — Тоомас Хеллат[эст.] (1920—1987), эстонский разведчик и диверсант, работавший на вермахт, после ареста перешедший на сторону СМЕРШа и МГБ.
- Сестра — Катри в замужестве Тяхт (Täht, 1842—1907).
- Сестра — Лиис в замужестве Роус (Rose, 1845—1903).
- Брат — Яаан (1851—1939), женат на Анн, урождённой Хунт (Hunt, 1860—?).
- Сестра — Юлиана в замужестве Киршбаум (Kirschbaum, 1853—1933).
  - Племянник — Юрий Хеллат-Киршбаум[эст.] (1892—1942), полковник эстонской армии, погиб в Норильске.
    - Внучатый племянник — Хенн-Каарел Хеллат[эст.] (1932—2017), эстонский писатель и поэт.
- Брат — Пётр Петрович Геллат (Peeter Hellat) (1857—1912), петербургский отоларинголог, доктор медицины, доцент Санкт-Петербургской медико-хирургической академии[15].

В 1899 г. в Хаапсалу Карл Геллат женился на Алме Матильде, урождённой Фрейдеберг (Friedeberg, 1868—?). Имена их детей неизвестны, как и то, были ли они.

## Комментарии
1. ↑  Заблуждение[1][2][3], что якобы в Эстонии Карл Петрович Геллат получил прозвище "кровавый Геллат" восходит к ошибке его коллеги-перводумца князя В. А. Оболенского: Второй  депутат  от  Эстонской  губернии,  Геллат,  в  противоположность  речистому  Тенисону,  был  чрезвычайно  молчалив.  Он  никогда  не   выступал   с  речами,   но   умное   и  доброе   лицо   его   мне   хорошо   запомнилось.   Этому   скромному    и,   казалось,   мягкому    человеку    пришлось   в  качестве  эстонского   министра  внутренних  дел  жестоко  расправляться  с коммунистами.  Левые  эстонцы  прозвали  его  "кровавым   Геллатом". В действительности Карл Петрович никогда не был министром внутренних дел. Оболенский, живший в эмиграции во Франции, не был в курсе эстонской политики. Это прозвище могло относиться к племяннику Карла Геллата — Александру Хеллату, который был министром внутренних дел Эстонии с 18 ноября 1919 по 28 июля 1920 года в первом правительстве Тениссона, и как считалось по приказу которого был совершён расстрел 25 эстонских профсоюзных деятелей в Новоизборске. Современными историками считается, что обвинения были выдвинуты против него напрасно. Сам он отрицал свою причастность к этому расстрелу.